# Sønder Vilstrup-stenen
Sønder Vilstrup-stenen er en runesten, fundet i Sønder Vilstrup nær Kolding. Den har været kendt siden 1600-tallet. Præsteindberetningerne fortæller, at der ved Landerupgård nær en kilde, som endnu af gamle på egnen kaldes Kongernes Kilde, findes en stor sten med runer "Formenis aff Kong Harald att være opreist". Endnu på Søren Abildgaards tid lå stenen på dette sted næsten skjult af græs og krat; dens runer omtrent "ukiendelige og udslidte". Kløvningshullerne på hans tegning viser, at man har forsøgt at sprænge stenen. Sprægningen er fuldbyrdet efter 1808. Senere eftersøgte man forgæves stenen, og i 1910 blev et fragment fundet. Stenen ligger nu i parken ved skolehjemmet Landerupgård. Stenen har været rejst ca. 10 km vest for den stormandsgård, som er fundet i Erritsø. Navnet Erritsø indikerer høj status, da det kommer af navnet Erik, som formentlig kan knyttes til vikingetidens stormandsslægter.

## Indskrift
| Translitteration | [... lit : ku]bl : þisi : [kaurua : haralt ...rm... ... faþ(u)(r) ...] |
| Transskription   | ... lēt kumbl þessi gǫrva, Harald ... faður ...                        |
| Oversættelse     | … lod gøre disse kumler, Harald … fader…                               |

Det eneste bevarede af indskriften er nu runerne bl : þisi :, men fra Ole Worms og Søren Abildgaards tegninger kan flere brudstykker af indskriften rekonstrueres. Det er mest sandsynligt – ud fra de bevarede tegnigner – at indskriften har været ordnet i bustrofedon. Den bevarede del af skriftbåndet afsluttes med et primitivt ormelignende eller afrundet båndlignende ornamentik, ligesom man ser det på andre runesten fra første halvdel af 900-tallet, som f.eks. den Lille Jellingsten, Bække-stenen 2 og Randbøl-stenen. Det er muligt, at 'Harald' er identisk med Harald Blåtand, og det har været foreslået af runefølgen ...rm... er resterne af navnet 'Gorm'.